# Guglielmo Ciardi

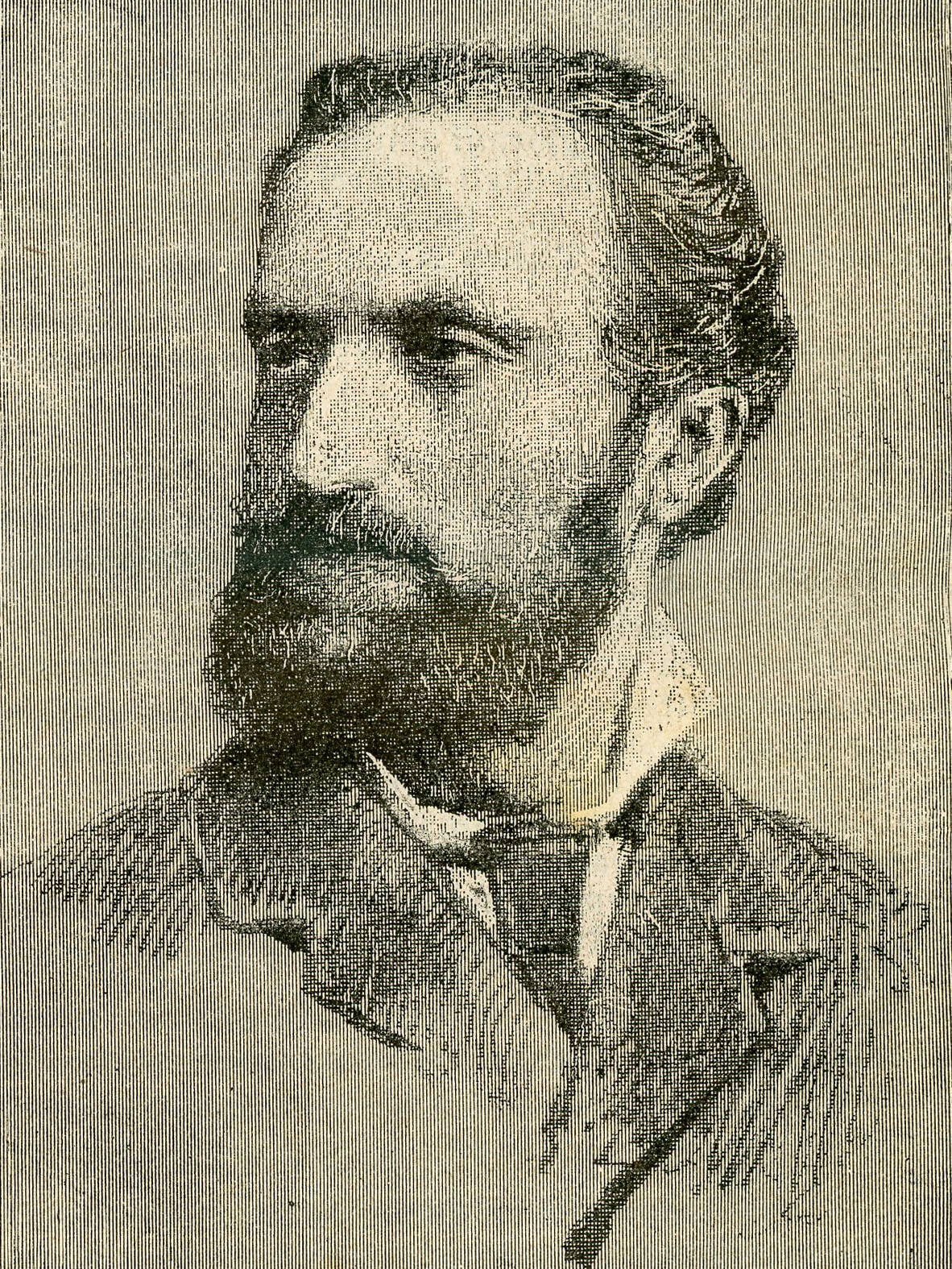
Guglielmo Ciardi

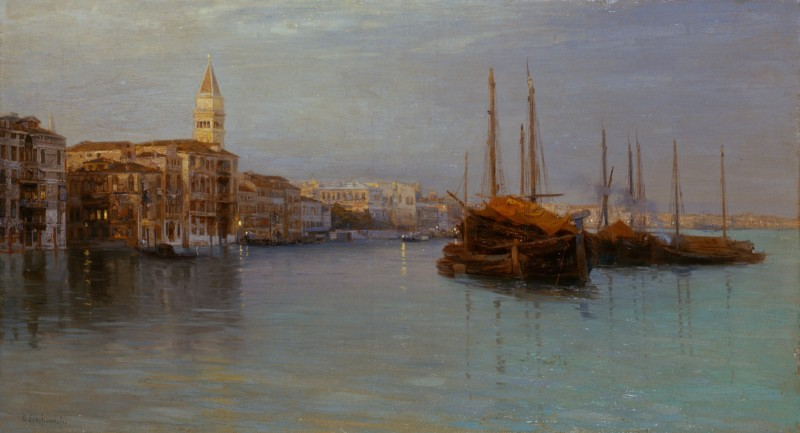
Sera – Canal Grande, omkring 1899 (Fondazione Cariplo).

Guglielmo Ciardi, född den 13 september 1842 i Venedig, död där den 5 oktober 1917, var en italiensk målare.
Ciardi var en av det samtida italienska landskapsmåleriets främsta bärare. Såväl hans stämningar från Venedig (en tidig morgongryning 
över Canale grande finns i Berlins nationalgalleri) som hans bilder från Italiens fastland (skördescenen Messidoro, 1887, i Roms moderna galleri) förenar uppfattningens känslighet med utförandets bredd och kraft. 